# Ehrenfried Walther von Tschirnhaus
Ehrenfried Walther von Tschirnhaus, o erróneamente Tschirnhausen (Kieslingswalde, Görlitz, 10 de abril de 1651-Dresde, 11 de octubre de 1708) fue un matemático, físico, médico y filósofo alemán. Fue el inventor de la porcelana europea, aunque durante mucho tiempo le fue atribuida a Johann Friedrich Böttger.

## Educación
Von Tschirnhaus asistió al Gymnasium de Görlitz. Después estudió matemáticas, filosofía y medicina en la Universidad de Leiden. Durante sus viajes conoció a Spinoza y Huygens en los Países Bajos, a Newton en Inglaterra y a Leibniz en París, con quien mantuvo correspondencia el resto de su vida. Fue miembro de la Academia de Ciencias Francesa de París.

## El matemático

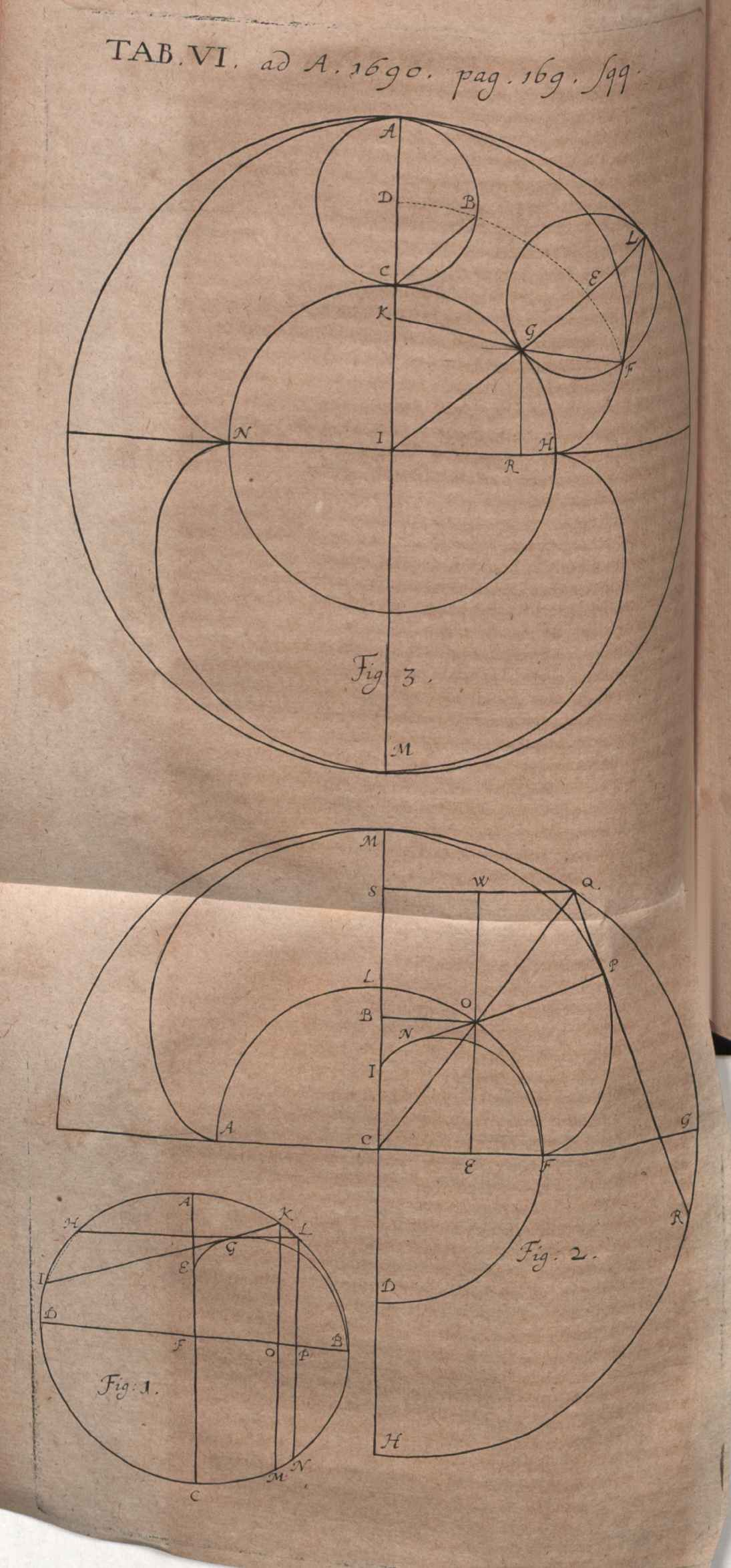
Acta Eruditorum, 1690

En 1682 elaboró la teoría de las cáusticas por reflexión, o como suelen llamarse, catacáusticas, y mostró que eran rectificables. Este era el segundo caso en que se determinaba la envolvente de una curva móvil. Es bien conocida la transformación de Tschirnhaus, mediante la cual eliminaba ciertos términos intermedios de una ecuación algebraica dada; fue publicada en su Acta Eruditorum en 1683.
La curva {\displaystyle y^{2}=x^{3}+3x^{2}\,} se denomina cúbica de Tschirnhausen.
Tschirnhaus produjo varios tipos de lentes y espejos, algunos de los cuales se exhiben en museos en la actualidad.
Su trabajo Medicina mentis sive artis inveniendi praecepta generali (1687) combina métodos de deducción con empirismo y muestra que estuvo conectado filosóficamente a la Ilustración.
Así mismo, fue uno de los seis matemáticos (junto con los hermanos Jakob y Johann Bernouilli, Leibnitz, L'Hopital y Newton) capaz de resolver el problema de la braquistócrona, planteado por Johann Bernouilli en 1696.

## Reinvención de la porcelana
Tras volver a Sajonia, von Tschirnhaus inició una serie de experimentos sistemáticos, usando mezclas de varios silicatos y tierras a diferentes temperaturas para desarrollar porcelana, que en aquel momento solo estaba disponible como importación de lujo desde China y Japón. Ya en 1704 pudo mostrar "porcelana" al secretario de Leibniz. Propuso a Augusto II, el Elector de Sajonia, fundar una fabrica de porcelanas, pero se le negó. En 1704 se convirtió en supervisor de Johann Friedrich Böttger, un alquimista de 19 años que decía ser capaz de crear oro. Böttger no empezó hasta 1707, en contra de su voluntad y bajo presión, a participar en el trabajo de von Tschirnhaus. El trabajo avanzó gracias al uso de caolín de Schneeberg, Sajonia, y alabastro, así que Augusto II le nombró director de la fábrica de porcelanas que pretendía crear. Ordenó que se le otorgase una paga de 2.561 táleros a von Tschirnhaus, pero el beneficiario solicitó posponer la paga hasta que la fábrica estuviese produciendo. Von Tschirnhaus murió inesperadamente el 11 de octubre de 1708. El proyecto se detuvo.
A los tres días de que muriera von Tschirnhaus, alguien entró en su casa a robar y, de acuerdo con un informe de Böttger, sustrajo un trozo de porcelana. Este informe sugiere que el propio Böttger reconocía que von Tschirnhaus ya conocía la manera de hacer porcelana, una evidencia clave de que von Tschirnhaus es el inventor. El trabajo se reanudó el 20 de marzo de 1709, cuando Melchior Steinbrück llegó para tasar las propiedades del difunto, que incluían las notas sobre la fabricación de porcelana. También conoció a Böttger en aquel momento. El 28 de marzo de 1709, Böttger acudió a Augusto II para anunciar la invención de la porcelana. Böttger fue nombrado entonces director de la primera manufactura europea de porcelana. Steinbrück se convirtió en inspector y se casó con la hermana de Böttger.
Los testimonios contemporáneos de personas cercanas e informadas indican que von Tschirnhaus inventó la porcelana. Así, Samuel Stölzel, de la fábrica de porcelana de Meißen, viajó a Viena en 1719 con la receta (todavía secreta) y confirmó que la había inventado von Tschirnhaus y no Böttger. El Secretario General de la fábrica de Meissen también indicó en 1719 que el inventor no había sido Böttger, "sino el difunto Herr von Tschirnhaus, cuya ciencia escrita" fue entregada a Böttger "por el inspector Steinbrück". Sin embargo, el nombre de Böttger quedó estrechamente asociado con el invento.